# Kartan (skulptur)
Kartan (finska: Kartta) är ett gravmonument tillägnat Finlands tidigare president Mauno Koivisto. Monumentet som är designat av bildkonstnären Perttu Saksa är belägen på Sandudds begravningsplats i Helsingfors. Monumentet är gjort av svart diabas från Varpaisjärvi och har måtten 2,5 meter i bredd, 75 centimeter i höjd och ett djup på 1,6 meter. Det väger cirka 9 000 kilogram. Verket är sammansatt av separata delar som hålls samman av förgyllningen.
Saksa har berättat att han ville skapa ett verk som fungerar som ett hjälpmedel för minnet, där kriser och osäkerheter accepteras som en del av oss. Inspirationen till de förgyllda linjerna hämtade han från den japanska kintsugi-tekniken, där keramik repareras med guldlack. Saksa vann designtävlingen för Koivistos gravmonument med sitt förslag Kartan. Verket valdes till vinnare bland 138 bidrag. Enligt priskommittén är verket en hyllning till helhet och enhet. Kartan avtäcktes den 25 november 2018, på dagen då 95 år hade gått sedan Koivistos födelse.
President Sauli Niinistö med fru och många andra personer i den finländska ledningen, bland annat riksdagens talmän, deltog i ceremonin på Sandudds begravningsplats. Utrikesminister Timo Soini representerade regeringen vid avtäckningstillfället. Också frun Tellervo Koivisto, och presidenterna Martti Ahtisaari och Tarja Halonen var närvarande. Biskop Eero Huovinen, som förrättade jordfästningen av president Koivisto, läste en bön vid avtäckningsceremonin. För musiken svarade Gardets musikkår med musikmajor Pasi-Heikki Mikkola som dirigent samt kören Ylioppilaskunnan Laulajat under ledning av dirigent Pasi Hyökki.